# الحنين إلى الخرافة (كتاب)
الحنين إلى الخرافة فصول في العلم الزائف كتاب من تأليف الكاتب المصري عادل مصطفى، صدر الكتاب عن دار رؤية للنشر عام 2018. وقد صدت طبعة مجانية من الكتاب عن مؤسسة هنداوي.

## محتوى الكتاب
يذكر عادل مصطفى في مقدمة الكتاب بأنه «عبارة عن فصول متفرقة تقدم موجزاً لإسهام ثلة من المفكرين والعلماء وفلاسفة العلم في مسألة التمييز بين العلم والعلم الزائف، من أبرزهم "توماس جيلوفيتش، باري بيريشتاين، كارل بوبر، إمري لاكاتوش، سكوت ليلينفِلد، روري كوكر، جون كاستي، ماريو بَنج، ريتشارد ماكنالي، أنتوني براتكانيس، فالكتابُ -بمعنًى ما- مزيجٌ من التأليف والتصنيف».
ويرى المؤلف أن الإنسان عندما «يتعرض إلى مجموعة من الأدلة فسوف يميل إلى تصديق الأدلة الإيجابية التي تتوافق مع منظومته العقائدية، ويرفض السلبية منها. ولذا يكون ردع هذا النوع من العلوم من خلال التأكيد على أهمية ترويج ودعم العلوم الحقيقية، وذلك من خلال بناء الفكرالنقدي».

## اقتباسات من الكتاب
- «تجارتان لا تعرفان البوار: تجارة الخُبز، وتجارة الوهم».[3]
- «ترتع الخرافة في المناطق التي ما تزال عَصِيَّةً على العلم، ترتع في «الفجوات» المعرفية الباقية، وكلما أضاء العلمُ شبرًا من هذه الغياهب انسحبَت منه الخرافةُ وهي تلمُّ أذيالَها وتَعصِبُ عينَيها من خَشية الضوء».[5]
- «كثير من نظريات العلم الزائف هي غير قابلة للتكذيب من حيث المبدأ؛ لأنها لم تُصَغ بطريقةٍ تجعلها قابلةً للاختبار، أو لأنها مصوغةٌ بطريقةٍ بلغت من الغموض مبلَغًا يجعلها قابلةً دائمًا للسمكرة الاحتيالية ad hoc tinkering كلما بزغ دليلٌ مكَذِّبٌ لها».[6]

## قالوا عن الكتاب
يقول الدكتور خالد منتصر: «إنه من أهم الكتب التى لا بد أن تقرأ خاصة في عصر لايمكن أن ننتصر فيه بالخرافة أو بالعلم الزائف، فالعلم الزائف يقول لك أنا عندي كل الحلول النهائية ،عندي الجنة ولدي الفردوس، لكن العلم الحقيقى وهذا مصدر إزعاجه للكسالي، يقول لك لا يوجد ما يسمى الإجابة النهائية المطلقة السرمدية».

## وصلات خارجية
الحنين إلى الخرافة: فصول في العلم الزائف